# Алферово (Юровское муниципальное образование)
Алферово — деревня в Грязовецком районе Вологодской области.
Входит в состав Юровского муниципального образования, с точки зрения административно-территориального деления — в Минькинский сельсовет.
Расстояние до районного центра Грязовца по автодороге — 41 км, до центра муниципального образования Юрово по прямой — 12 км. Ближайшие населённые пункты — Попово, Михайлово, Фомское.
По переписи 2002 года население — 2 человека.